# Impala
Aepyceros melampus
Pour les articles homonymes, voir Impala (homonymie).
Sous-famille
Genre
Espèce
Synonymes
- Antilope melampus Lichtenstein, 1812[1]

Statut de conservation UICN

 LC  : Préoccupation mineure
Répartition géographique
L'impala (Aepyceros melampus) est une espèce de mammifère artiodactyle de la famille des Bovidés. Cette antilope est placée à part dans son propre genre (Aepyceros) et sa propre sous-famille (Aepycerotinae) ou tribu (Aepycerotini).
Les deux sous-espèces reconnues, l'impala commun (Aepyceros melampus melampus) et l'impala à face noire (Aepyceros melampus petersi), ont parfois été considérées comme deux espèces distinctes.

## Description physique
Les impalas font partie de la famille des antilopes, ils ressemblent aux cobes, gazelles et aux cerfs, ils mesurent généralement de 1,10 m à 1,50 m de longueur. Les mâles mesurent de 85 à 95 cm de hauteur à l’épaule, les femelles mesurent de 75 à 85 cm de hauteur au garrot. Les mâles ont une masse plus élevée selon les individus ; de 45 à 75 kg (60 en moyenne) contre 35 à 55 kg (40 en moyenne) pour les femelles. Le mâle, comme la femelle, est d’un brun rougeâtre sur le dos et beige sur les côtés. Le ventre de l’impala de même que ses lèvres et sa queue sont blancs.
Le poids record de l'impala est d'environ 78 kg, mais en général, ils font entre 30 et 50 kg pour les femelles et entre 40 et 60 kg pour les mâles. De plus pour courir à 80 ou 90 km/h comme référencés chez cette espèce, il ne faut pas être en surpoids car un impala mature de 70 ou 80 kg ne court qu'à 55 km/h. Cela est également le cas chez la Gazelle de Grant qui peut être plus lourde à l'âge de la maturité.
Il faut aussi mentionner leurs lignes noires uniques à chaque individu au bout des oreilles, sur le dos de la queue, le haut des cuisses et sur le front. Ces lignes noires sont très utiles aux impalas puisque ce sont des signes qui leur permettent de se reconnaître entre eux.
Au Kenya, les pisteurs appellent ces animaux « cent onze » (111) à cause des 3 lignes noires des cuisses et de la queue visibles lorsque l'impala est de dos.
Les impalas mâles et femelles ont une morphologie différente. En effet, on peut facilement distinguer un mâle par ses cornes en forme de S qui mesurent de 40 à 90 cm de long, la femelle en étant dépourvue.

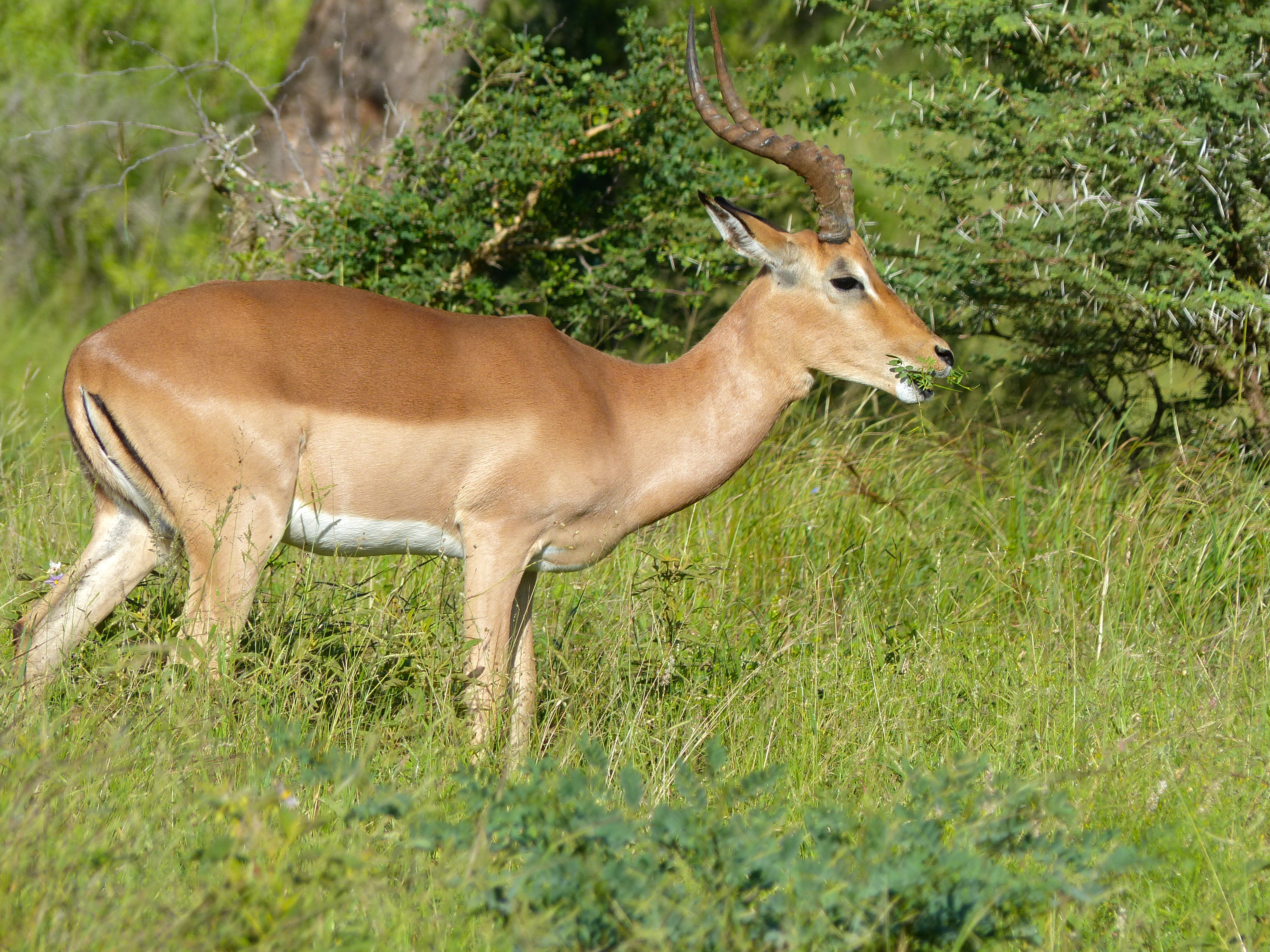
Mâle (Parc national Kruger, Afrique du Sud).
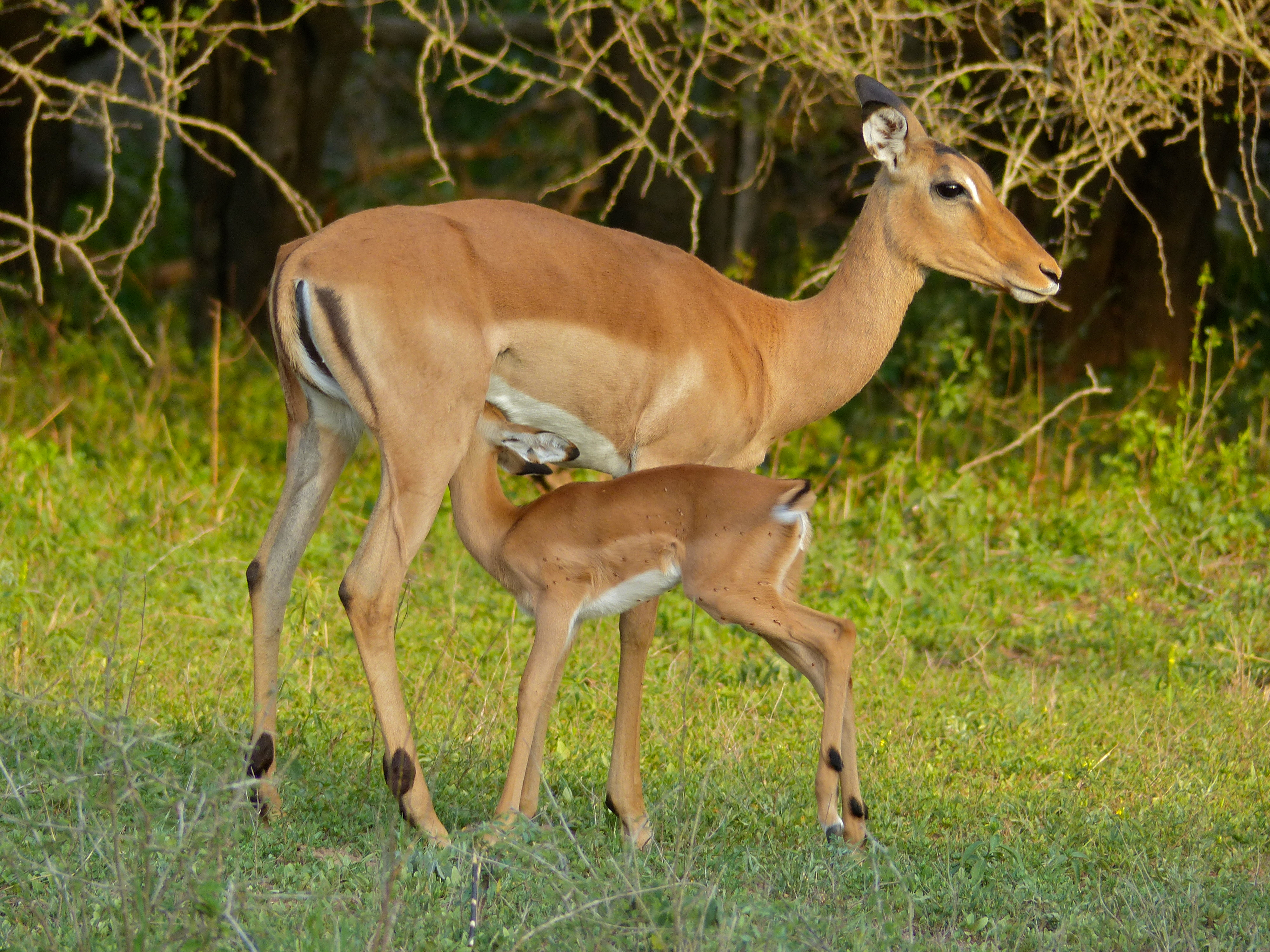
Femelle et son jeune (Parc national Kruger, Afrique du Sud).
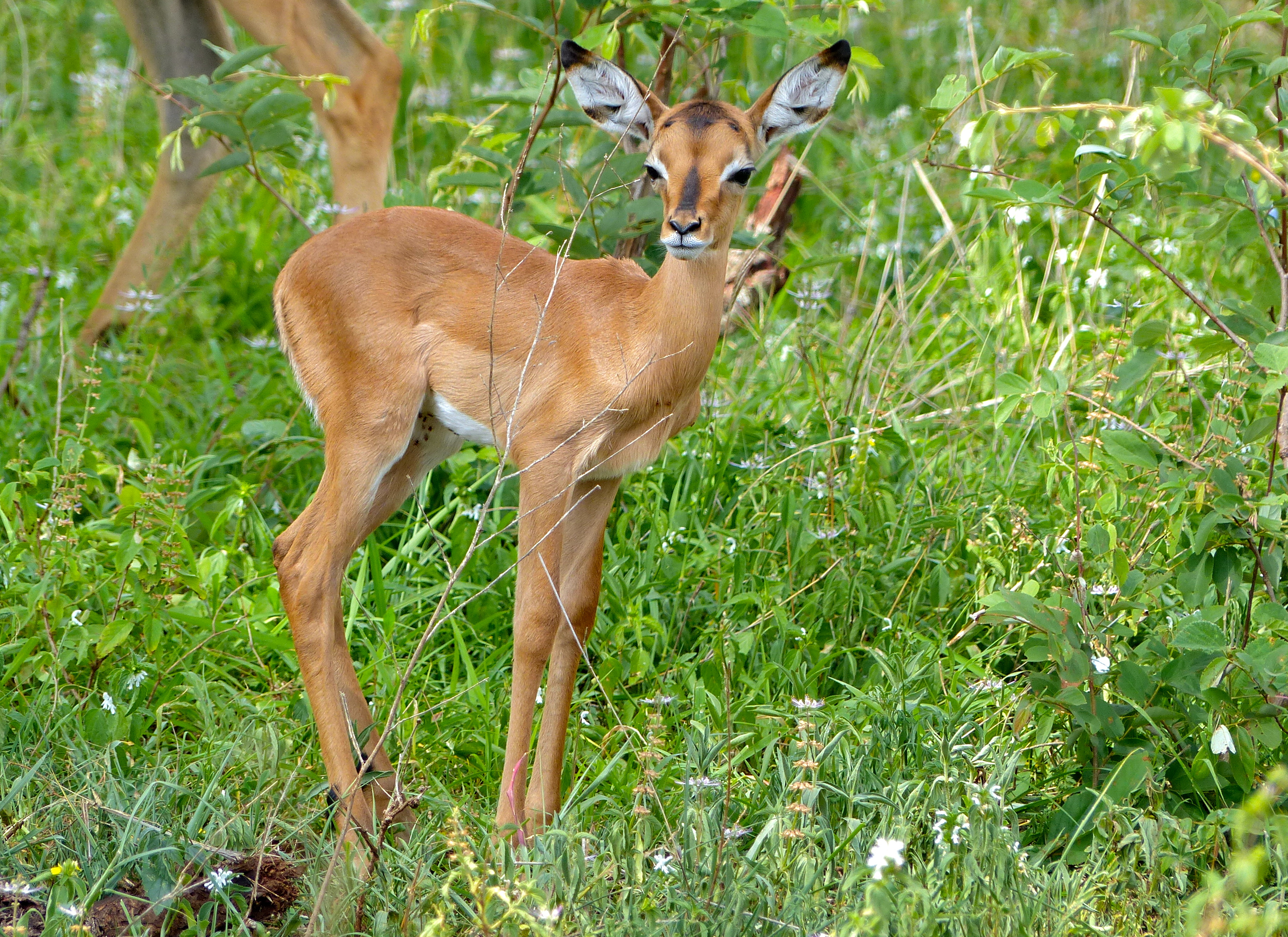
Jeune (Parc national Kruger, Afrique du Sud).

Des glandes sécrétant des odeurs sur les pattes arrière et sur le front, permettent aux individus de se reconnaître entre eux et de marquer leur présence ; chez les males, elles sont très actives pendant la période de reproduction.
Ils possèdent des coussinets noirs situés à l'arrière des pattes.

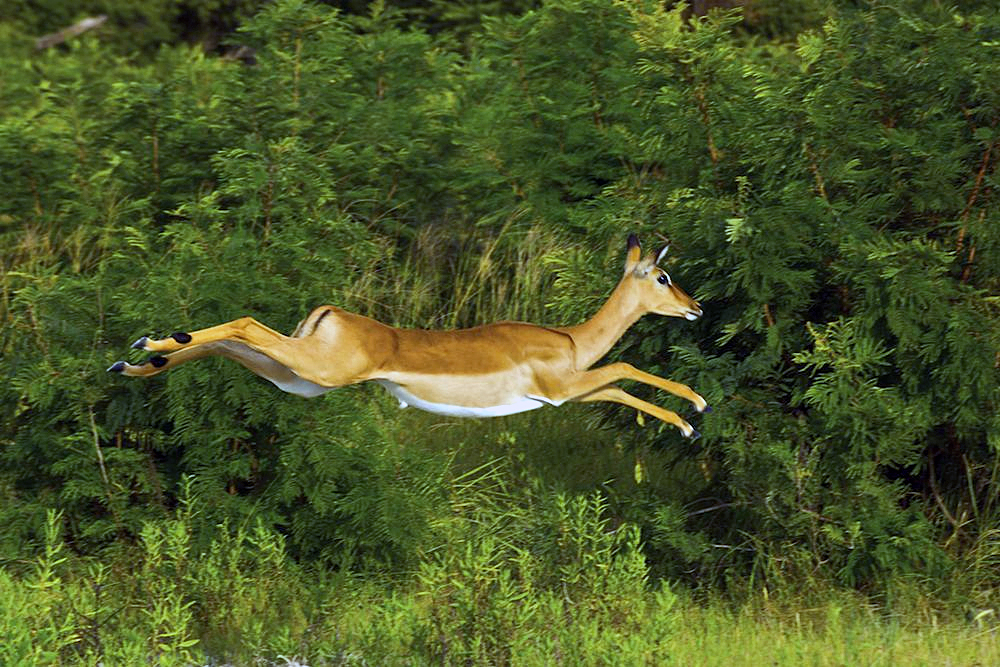
Impala bondissant.

L'impala est une antilope, athlétique et très gracieuse, réputé pour sa vitesse et son agilité à bondir. L’ouïe et l'odorat de l'impala sont complétés par une excellente vue.
Les impalas sont des bons coureurs qui peuvent sauter des distances impressionnantes de plus de 10 mètres de longueur. Ils utilisent cette technique pour échapper aux prédateurs et parfois, simplement pour s'amuser. L'impala peut également sauter au-dessus des buissons et d'autres obstacles en montant jusqu'à trois mètres dans les airs. Un troupeau d'impalas surpris sautera dans une sorte d'explosion inorganisée mais convenable, c'est un beau spectacle à voir. Cependant, une observation montre que cette réaction aide en réalité à déstabiliser les prédateurs autant qu'à garder le troupeau en cohésion, établissant finalement une trajectoire de vol générale. Généralement, l'impala court rapidement en sautant, de gauche à droite, et il a tendance à rester en contact avec les autres membres du groupe. Les sauts en hauteur dans les airs, permettent aussi aux impalas de sortir des signaux olfactifs de leurs glandes parfumées situées aux pattes.
Champion dans la catégorie du saut, l'impala est la deuxième antilope sauteuse après le springbok.
Les impalas ont de longues pattes fines et légères, une musculature sèche concentrée près du corps avec des cuisses très musclées. Leur colonne vertébrale est très flexible et leurs os sont fins et légers. Les impalas ont un corps mince, élancé avec une petite tête et de grands yeux. Leurs sabots sont petits, serrés et très pointus. Leurs poumons sont très développés: ils peuvent consommer près de 380 millilitres d’oxygène par kilogramme par minute, soit plus de 23 litres par minute pour un mâle adulte normal.

## Habitat

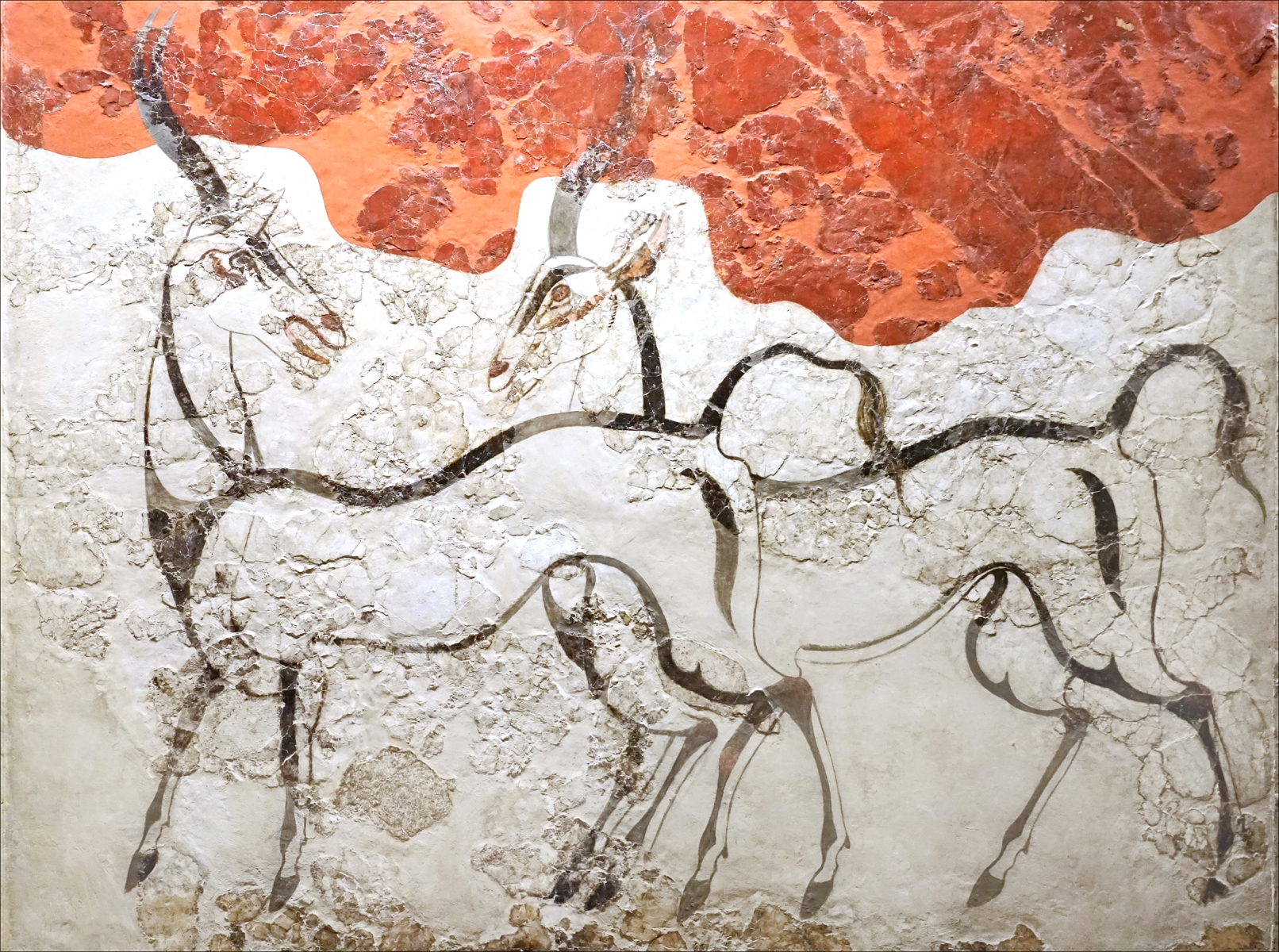
Deux antilopes représentés à Akrotiri, dans une île de la mer Égée (période minoenne, il y a 3400 ans).

Les impalas vivent dans les milieux où l’herbe (courte ou moyenne) abonde, à l’est de l’Afrique centrale et du sud (notamment en Afrique du Sud, en Angola, au Congo-Kinshasa méridional et oriental, au Rwanda, en Ouganda et au Kenya). Il est cependant possible que leur aire de répartition ait été plus étendue dans l’Antiquité, car on trouve des représentations similaires sur les fresques minoennes et les mosaïques romaines. Leur environnement habituel est relativement peu accidenté et n’est composé que d’herbages, de buissons ainsi que de quelques arbres : c’est la savane arborée. Bien que les impalas apprécient la proximité d’une source d’eau, celle-ci n’est généralement pas indispensable puisqu’ils peuvent se satisfaire de l’eau contenue dans l’herbe qu’ils consomment.

## Habitudes de vie

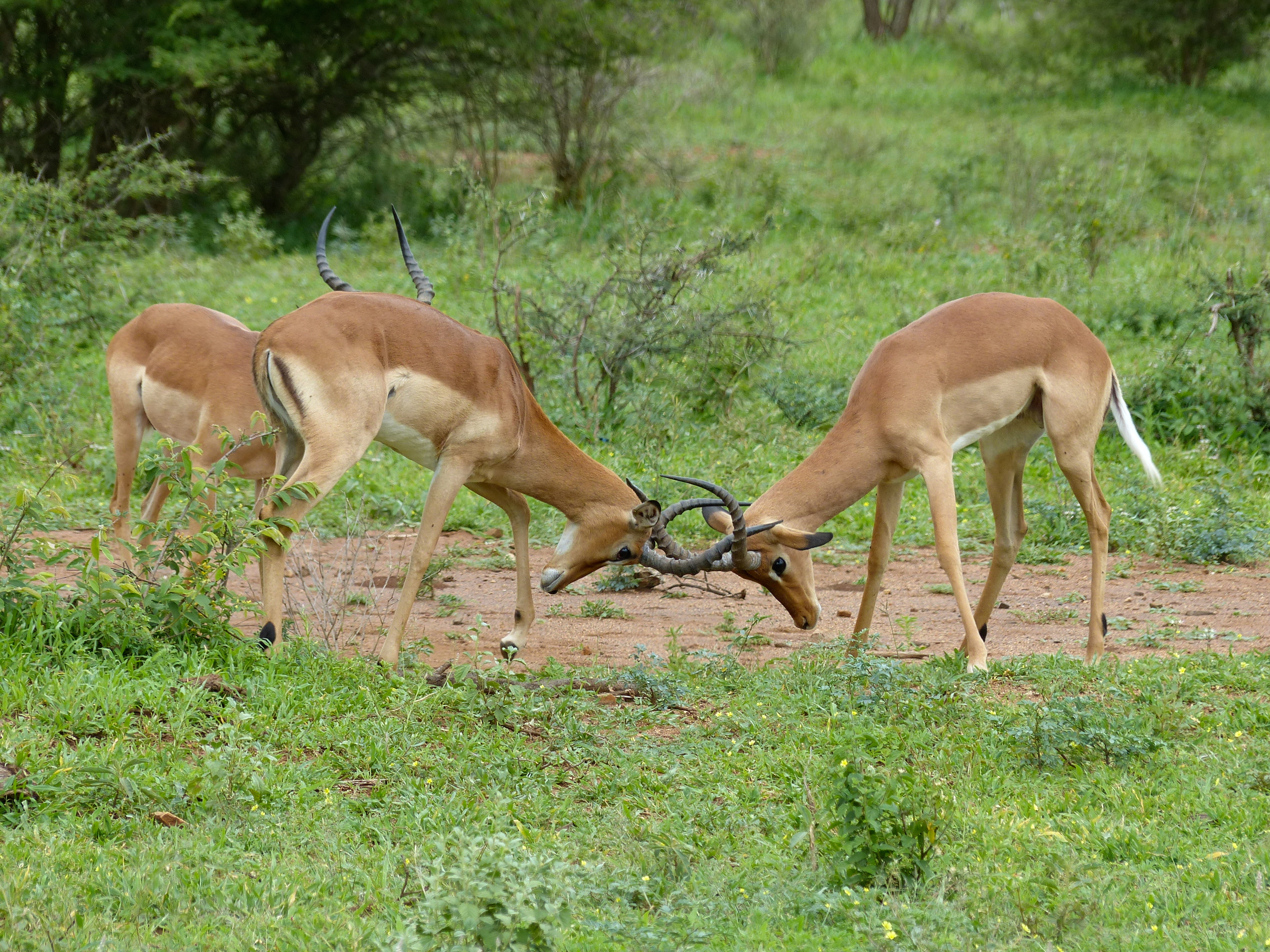
Mâles s’affrontant (Parc national Kruger, Afrique du Sud).

Les impalas sont des animaux diurnes ; ils passent donc la majorité de la nuit à se reposer et à ruminer et se déplacent le jour afin de trouver de nouveaux espaces nourriciers. Les impalas sont des animaux ayant une structure sociale relativement développée. Un troupeau peut contenir de 15 à 100 individus selon le territoire disponible. Dans un troupeau on retrouve un mâle dominant et plusieurs femelles avec leur progéniture ainsi que d'autres mâles impubères. Ces mâles formeront alors un groupe de mâles sans femelles qui tenteront plus tard de s’imposer (individuellement) ou simplement de « voler » la femelle d’un autre mâle.
Il arrive parfois qu’un mâle dominant ne puisse pas se reproduire car il est trop occupé à défendre son territoire et à repousser les autres mâles pour garder ses femelles à lui seul.
Durant les saisons humides, le troupeau restera ensemble, alors que durant la saison sèche, les impalas s’éparpilleront le plus possible. Cette situation est due à une nourriture moins abondante durant la saison sèche et au désir du mâle dominant, durant la saison humide, de garder les femelles pour s'accoupler.

## Prédation

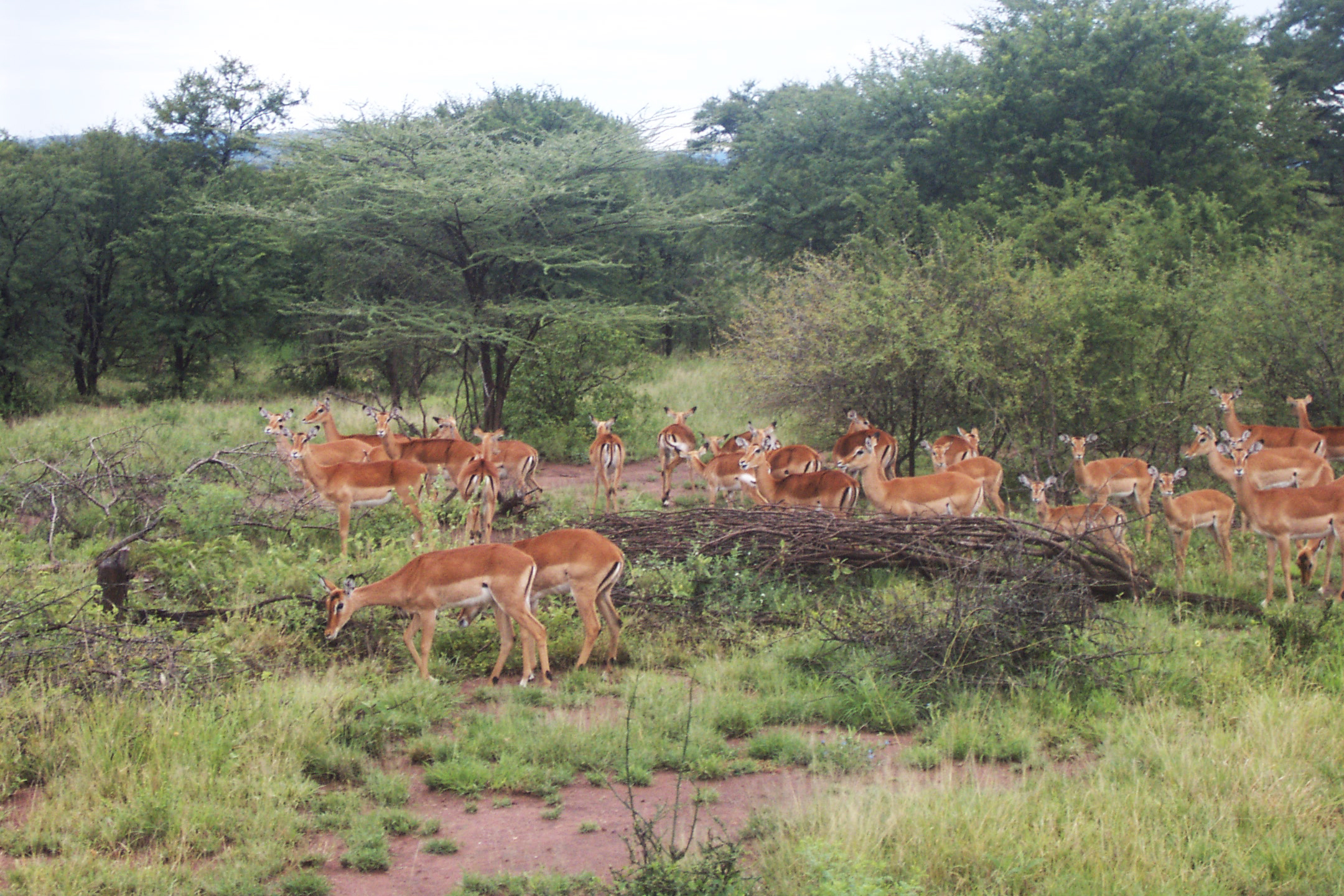
Troupeau d'impalas en Tanzanie.

Le léopard, le guépard, les lions, les hyènes tachetées, les lycaons sont ses principaux prédateurs. L’impala est néanmoins pourvu de techniques de défense contre ses prédateurs :
- la première consiste à s’enfuir en bondissant dans des directions aléatoires pour distraire le prédateur et le semer ;
- ils font des bonds aériens qui peuvent atteindre, les 3 mètres en hauteur, et les 10 mètres en longueur ;
- les adultes courent très vite, jusqu'à 90 km/h[5],[6] sur de courtes distances, ils peuvent également tenir une vitesse de croisière de 40 km/h pendant plusieurs kilomètres environ ;
- la dernière est plus rare, puisqu'elle est une confrontation : l'impala se met face à face avec son prédateur, se lève sur ses deux pattes arrière et pointe ses cornes en direction du prédateur, en espérant dissuader son adversaire. Ce principe de défense ne concerne que les mâles, les femelles étant dépourvues de cornes ;
- différentes techniques de chasses et de fuites entre les prédateurs et les impalas : Le guépard est le seul prédateur pouvant rivaliser en vitesse de pointe, ce félin les chasse seulement en terrain découvert et en journée. Les lycaons et les hyènes tachetées sont des coureurs moins rapides, mais ils chassent en groupe et sont très endurants en course de fond, ils épuisent généralement l'impala le moins véloce, avant de passer à l'attaque proprement dite. La panthère léopard, et les lionnes, attendent l'obscurité de la nuit pour chasser. Les impalas, ayant une vue nocturne moins bonne que celles de ces félins, sont alors plus vulnérables aux attaques ; de plus, les lions et les léopards sont tous aussi bons sauteurs que les impalas, et peuvent les attraper en plein vol ;
- les impalas ont de nombreux talents d'athlètes, ils rivalisent aussi bien en course de vitesse avec le guépard, en sauts avec les léopards et les lions et en course d'endurance avec les lycaons et les hyènes. Pour ces différents prédateurs, les impalas sont un vrai défi en matière d'agilité, en effet les lions préfèrent chasser des proies plus lentes et plus grosses en journée tels que les buffles ; plutôt que de s'épuiser et mourir de faim en essayant en vain d'attraper des impalas de 40 kg. Les impalas pour fuir le guépard, courent dans des directions aléatoires, et se réfugient dans les milieux boisés, en courant vite autour des arbres et des buissons, ce qui complique beaucoup la chasse du guépard. De plus, les impalas sont plus endurants et meilleurs sauteurs que lui. Les prédateurs s'attaquent surtout aux jeunes et aux faibles (âgés, malades, blessés, femelle en gestation) ;
- les jeunes impalas de moins de trois mois se déplacent très difficilement sur leurs longues pattes fines, fragiles et tremblantes, ils sont des proies idéales pour de nombreux prédateurs surtout près des points d'eau.

## Alimentation
L’impala est un ruminant et est donc herbivore. L’alimentation de l’impala est très simple et se résume à pratiquement toutes formes d’herbes, de feuilles et même de fleurs. Cette alimentation a un impact sur sa denture qui ne contient que des molaires (légèrement plus pointues à l’avant).

## Reproduction

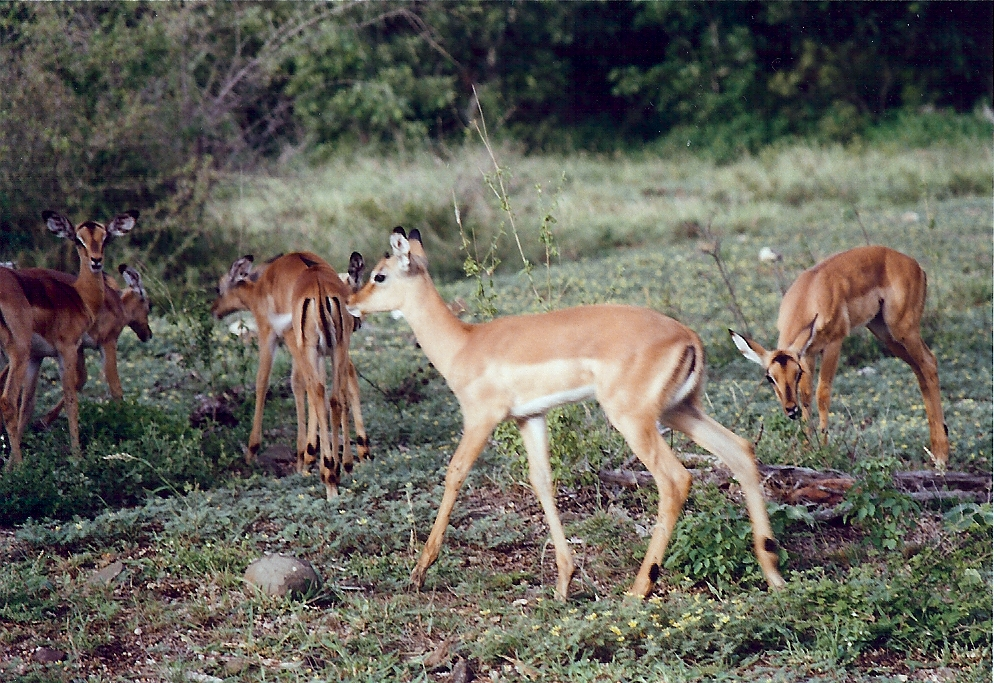
Les jeunes (faons) impalas.

Les mâles sont matures sexuellement à un an alors que les femelles le sont à un an et demi. Néanmoins, les mâles n’auront pas de territoire avant l’âge de quatre ans et donc ne se reproduiront pas avant cet âge.
L’accouplement a lieu normalement entre les mois de mars et mai. Néanmoins, en Afrique équatoriale, l’accouplement se fait à n’importe quel moment de l’année.
Avant l’accouplement, les mâles reniflent l’urine des femelles pour déceler la présence d’œstrogène. Si le taux est bon et s’il désire copuler, il commencera alors à rugir et approchera la femelle en bougeant sa tête du haut vers le bas pour lui faire savoir ses intentions. La femelle n’a d’autre choix que de se soumettre et s’ensuivra une gestation d’environ 200 jours. Peu avant la mise bas, la femelle se retirera du groupe et donnera naissance à son unique (parfois 2) petit. Elle prendra soin de le nourrir et le laver jusqu’à l’âge de quatre mois et demi.

## Statut
Six sous-espèces d’impala sont parfois évoquées : Aepyceros melampus melampus, A. m. johnstoni, A. m. katangaei, A. m. petersi, A. m. rendili et A. m. suara[réf. nécessaire]. Les six sont très similaires mais vivent dans des habitats différents.
Seules deux sous-espèces sont actuellement reconnues par la communauté scientifique, sur la base de données moléculaires :
- l'impala à face noire (Aepyceros melampus petersi) (Angola et Namibie), est classée « vulnérable » par l'UICN[8]. Sa population est de seulement 2 200 animaux.
- l'impala commun (Aepyceros melampus melampus), est très abondant en Afrique, sa population est estimée à environ 2 000 000 d'individus[9], ce qui en fait une des antilopes les plus abondantes. Néanmoins, il reste chassé par l'homme pour sa viande et son trophée.

## Captivité
En Europe, les impalas sont notamment présents dans certains zoos allemands, anglais, français et espagnols. Ces parcs procèdent à des échanges entre eux pour garder une population captive génétiquement saine.

## Liste des sous-espèces
Selon BioLib (14 août 2023) :
- sous-espèce Aepyceros melampus johnstoni Thomas, 1893
- sous-espèce Aepyceros melampus katangae Lönnberg, 1914
- sous-espèce Aepyceros melampus melampus (Lichtenstein, 1812)
- sous-espèce Aepyceros melampus petersi Bocage, 1879
- sous-espèce Aepyceros melampus rendilis Lönnberg, 1912
- sous-espèce Aepyceros melampus suara (Matschie, 1892)

Selon NCBI (14 août 2023) :
- sous-espèce Aepyceros melampus melampus Lichtenstein, 1812
- sous-espèce Aepyceros melampus petersi Bocage, 1879

## Galerie

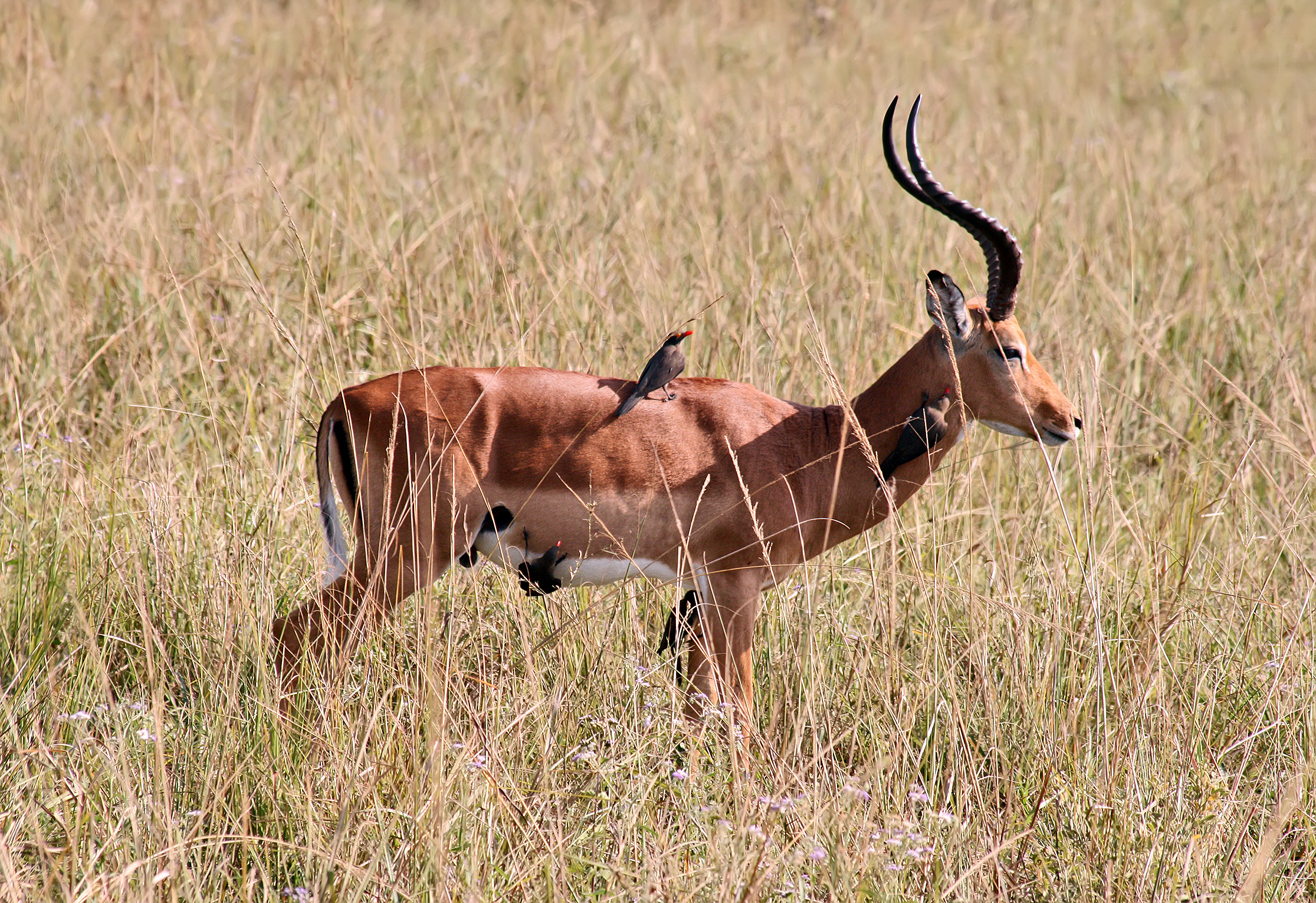
Association entre un impala et des oiseaux pique-bœuf. Dans cette entente mutuelle, le pique-bœuf se nourrit sur le corps de l'impala, qui est débarrassé des parasites et des tiques et averti en cas de danger par les cris de l'oiseau.
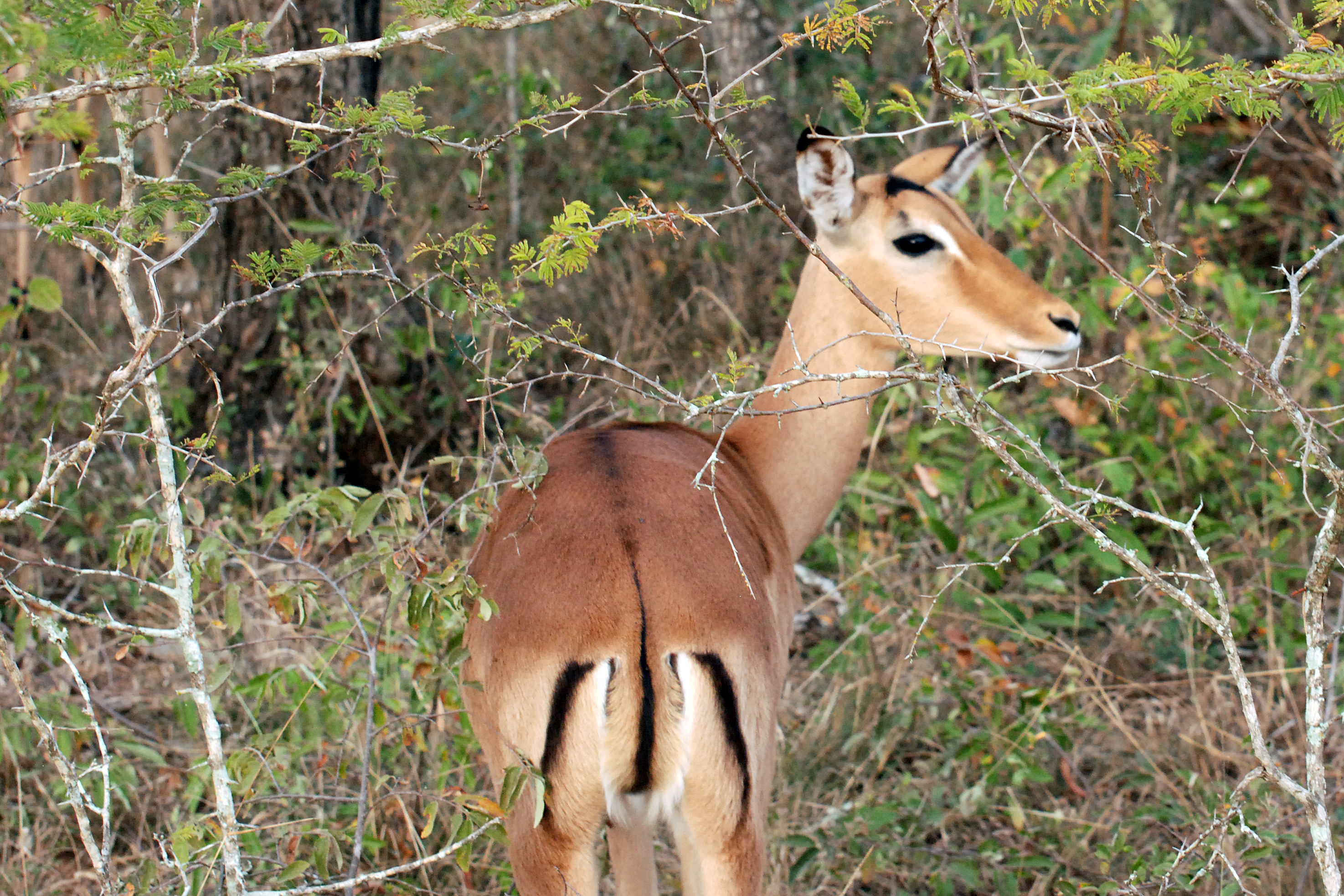
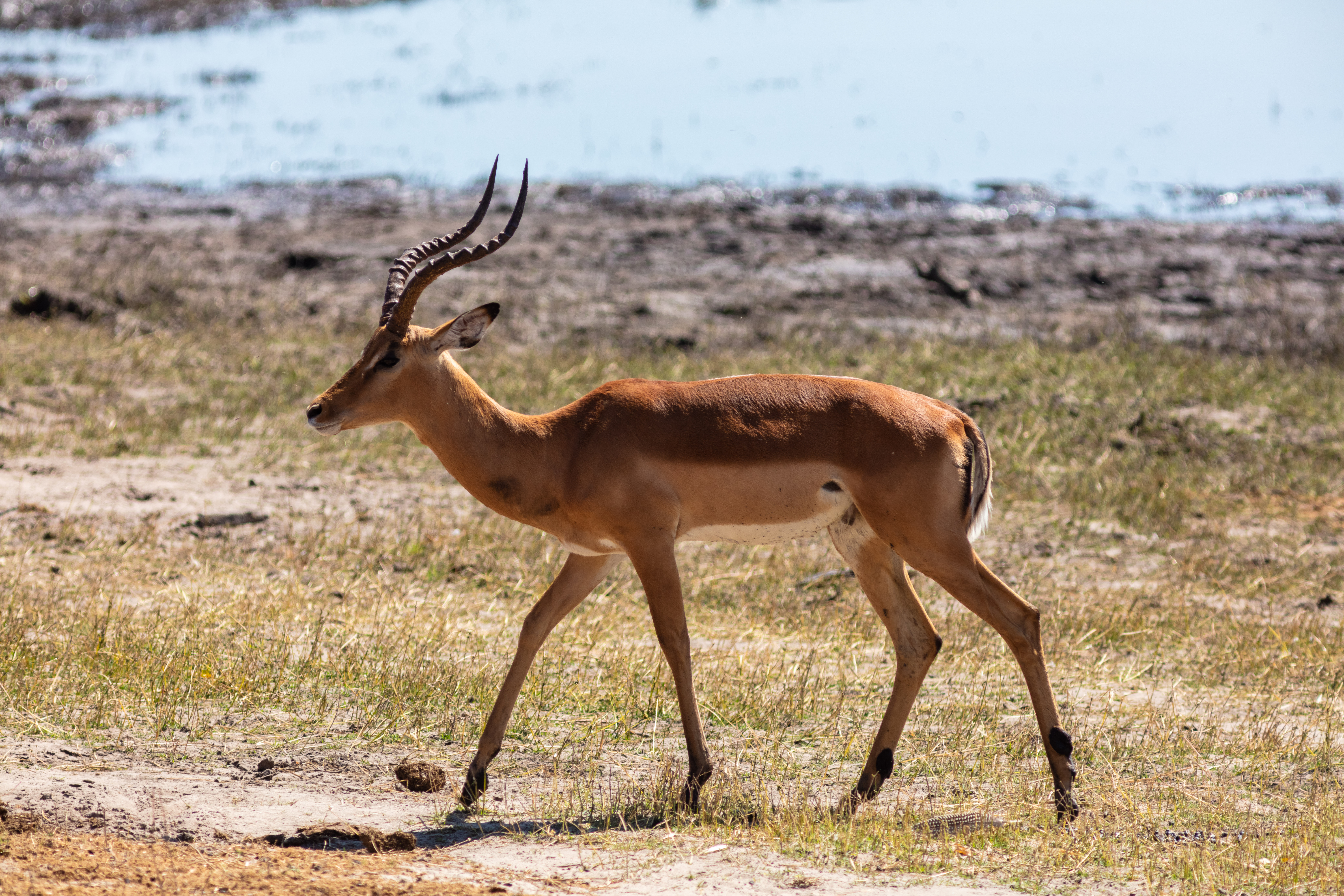
Parc national de Chobe, Botswana.
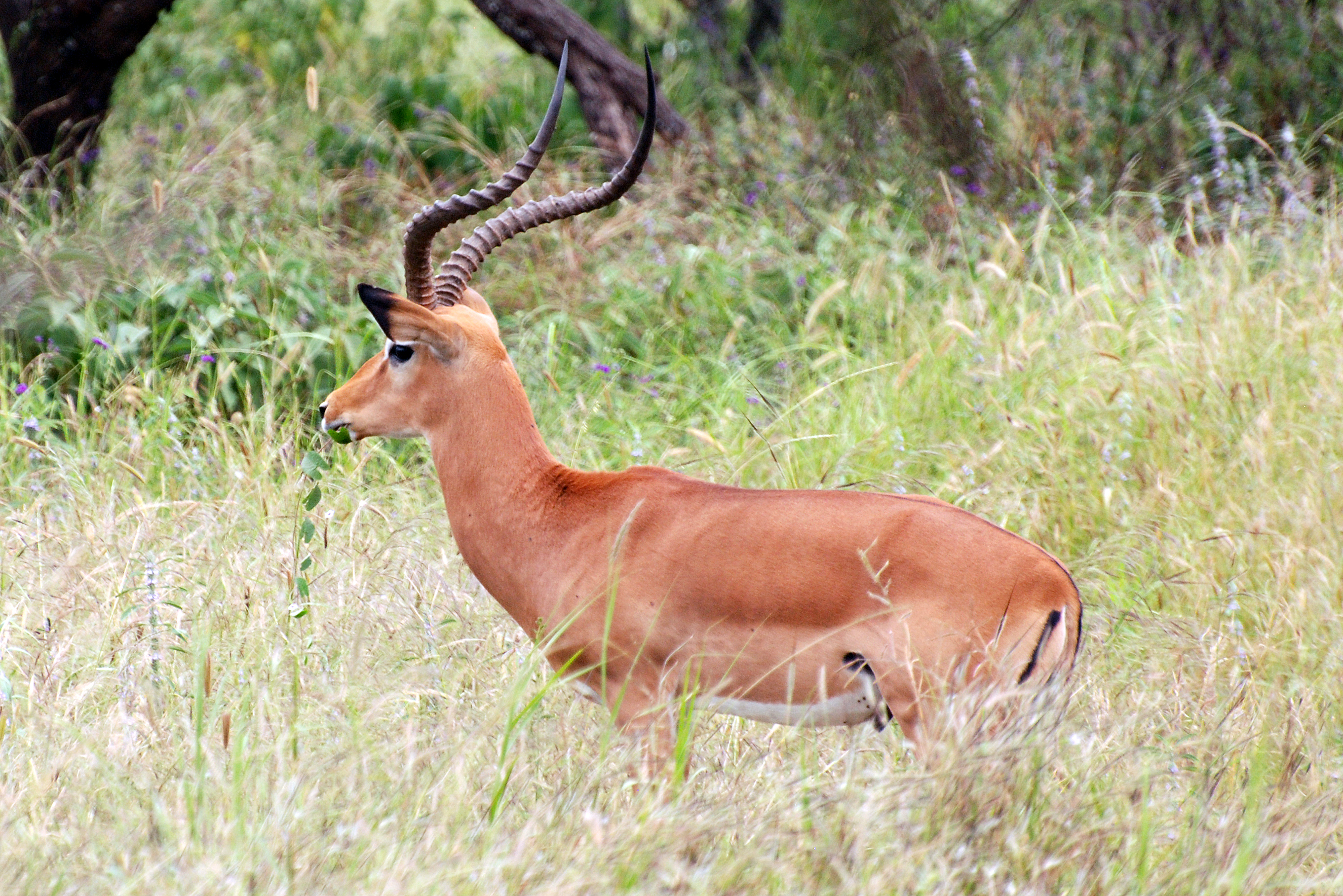
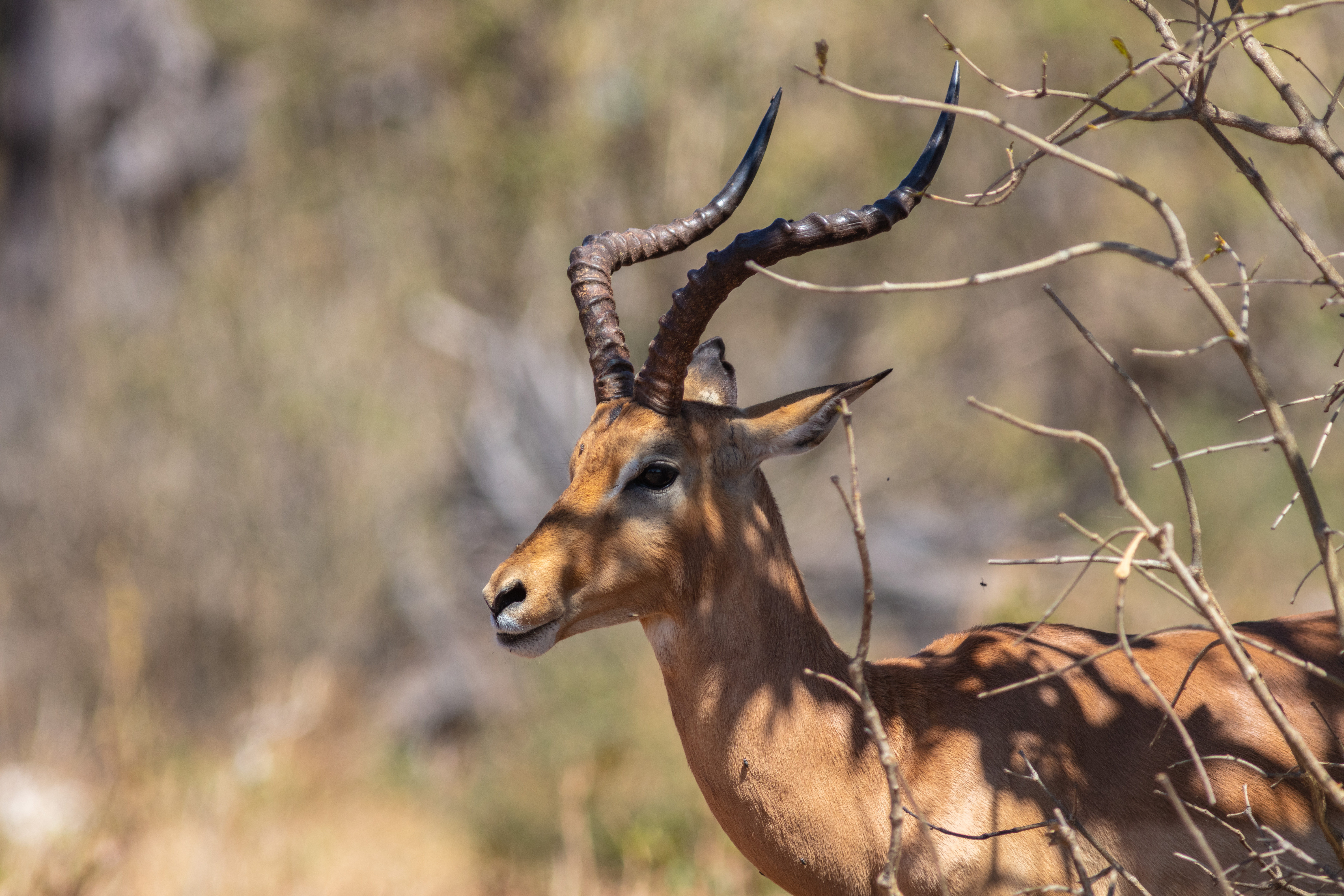
Détail.
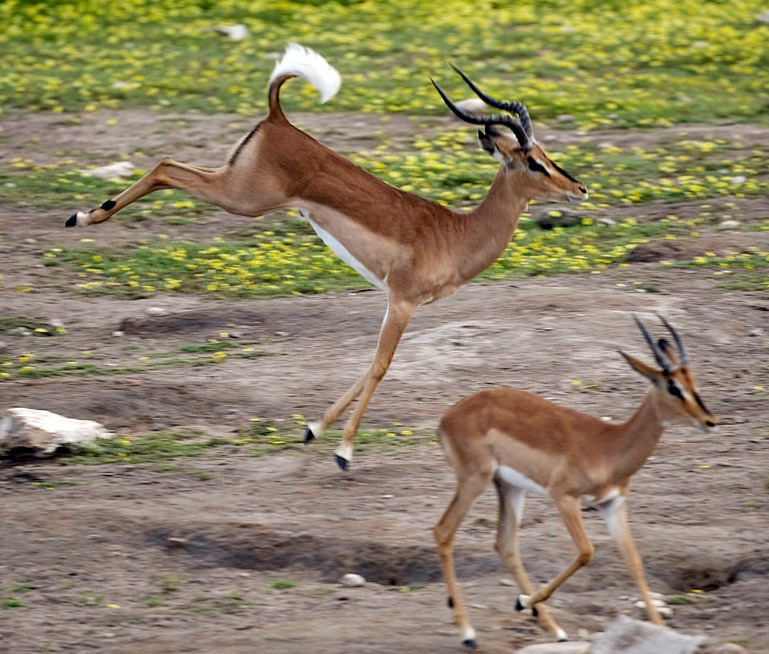
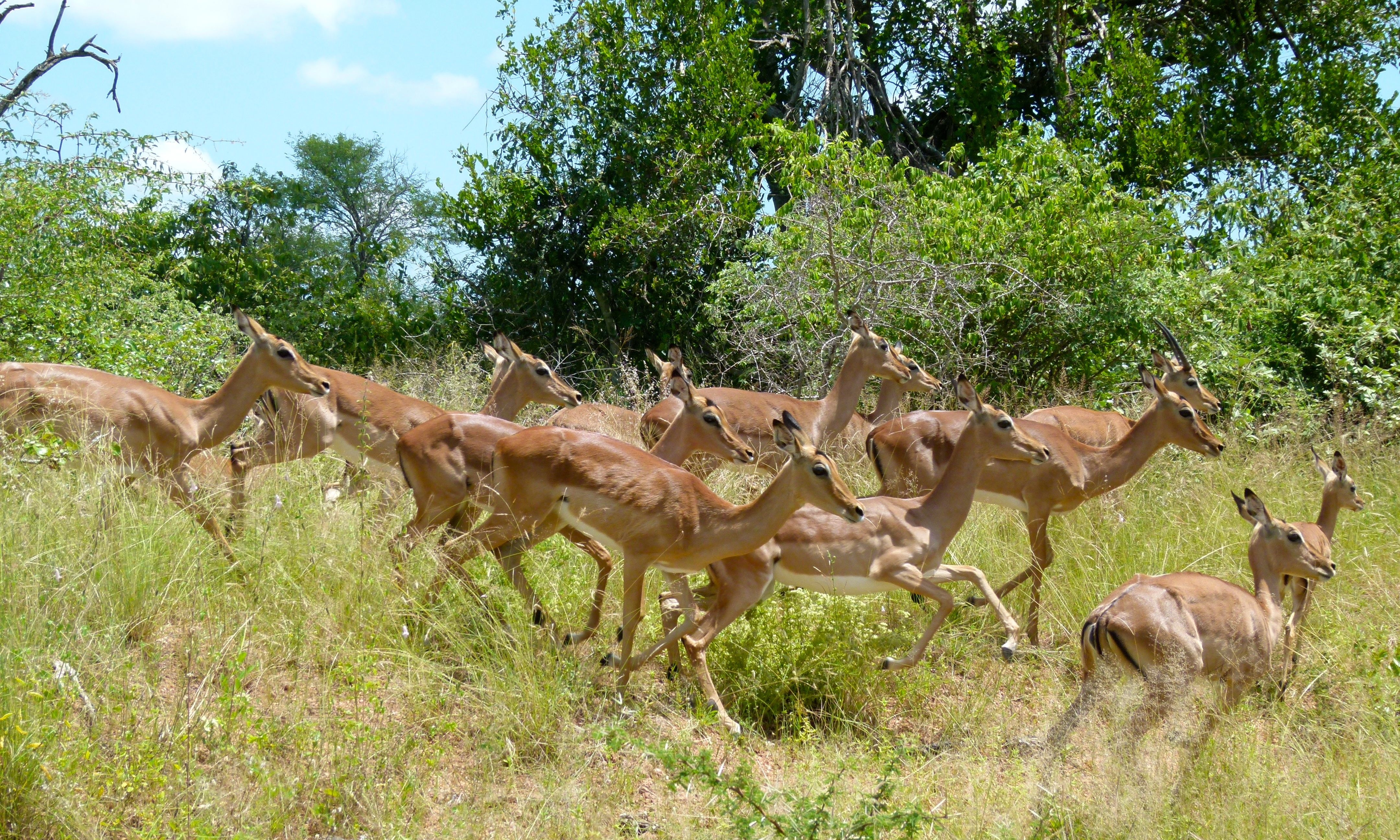
groupe de femelles (parc national Kruger, Afrique du sud).
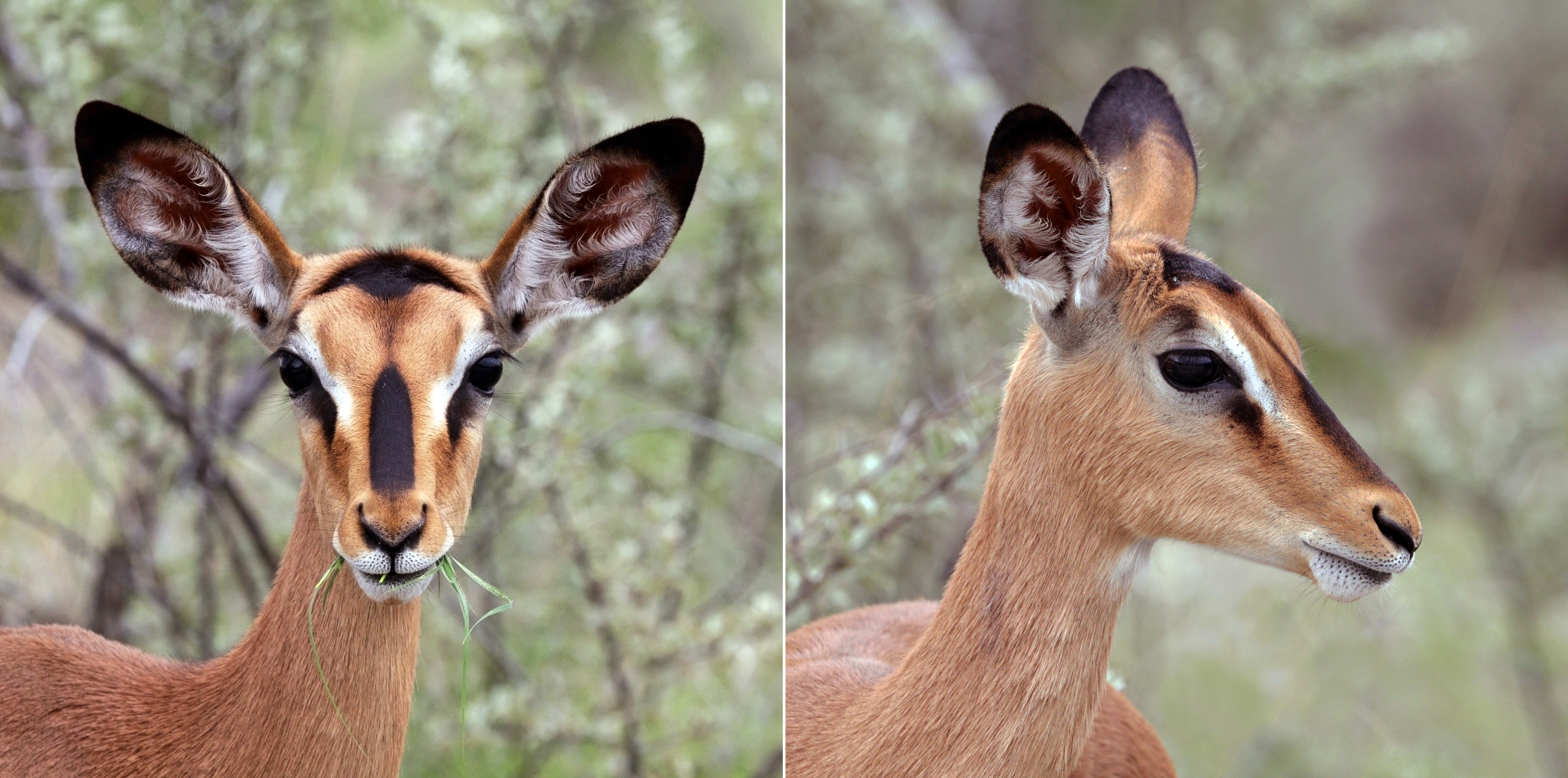
Une femelle dans le parc national d'Etosha, Namibie.

## Faits divers
- Les cornes d'impala les plus longues mesuraient 1 mètre.
- Impala est un nom donné par les Zoulous.
- Au Kenya, l'impala est surnommé « Cent-onze ». En effet, il porte sur sa croupe deux marques verticales noires sur fond blanc et une troisième sur la queue. Lorsque celle-ci n'est pas relevée, l'animal présente donc, vu de derrière, trois marques noires parallèles qui forme ainsi le numéro 111 [réf. nécessaire].

### GenreAepyceros
- (en) Mammal Species of the World (3e  éd., 2005) : Aepyceros
- (fr + en) ITIS : Aepyceros  Sundevall, 1847
- (en) Animal Diversity Web : Aepyceros
- (en) NCBI : Aepyceros (taxons inclus)

### EspèceAepyceros melampus
- (en) Animal Diversity Web : Aepyceros melampus

- (en) BioLib : Aepyceros melampus  (Lichtenstein, 1812) (consulté le 14 août 2023)
- (fr + en) ITIS : Aepyceros melampus  (Lichtenstein, 1812)
- (en) Mammal Species of the World (3e  éd., 2005) : Aepyceros melampus Lichtenstein, 1812 (consulté le 14 août 2023)
- (en) NCBI : Aepyceros melampus  Lichtenstein, 1812 (taxons inclus) (consulté le 14 août 2023)
- (en) Tree of Life Web Project : Aepyceros melampus (consulté le 14 août 2023)
- (en) UICN : espèce Aepyceros melampus  (Lichtenstein, 1812) (consulté le 14 août 2023)